# أسطورة النمر المحارب
اسطورة النمر المحارب (بالفرنسية: Les as de la jungle)‏ هو فيلم مغامرات كوميدي رسوم متحركة فرنسي، صدر عام 2017 من إخراج ديفيد ألوكس. استنادًا إلى سلسلة الرسوم المتحركة، صدر الفيلم في إيطاليا في 27 سبتمبر 2017 واستُقبل بشكل سيئ في المملكة المتحدة.

## القصة
في القطب الجنوبي، تقوم الفظ بتثبيت قاعدة الرعب لطيور البطريق. يسافر تومي وشقيقته إلى خط الاستواء، حيث تقول الأسطورة أن «محارب البطريق» في الغابة ورفاقه الستة يعيشون، الذين يمكنهم القدوم لإنقاذهم. إن موريس طائر مخطط النمر يملأ ويقبل المهمة. بعد تجنيدهم الغوريلا ميغيل، الخنازير فريد، الضفادع بوب وآل بلس تارسيرجيلبرت، انطلقوا. في الطريق يلتقون ويجنّدون باتريشيا بات. بعد رحلة طويلة، يصلون إلى القارة القطبية الجنوبية ويواجهون الفتوات العملاقة.

## وصلات خارجية
- أسطورة النمر المحارب على موقع IMDb (الإنجليزية)
- أسطورة النمر المحارب على موقع روتن توميتوز (الإنجليزية)
- أسطورة النمر المحارب على موقع ألو سيني (الفرنسية)
- أسطورة النمر المحارب على موقع بوكس أوفيس موجو (الإنجليزية)
- أسطورة النمر المحارب على موقع فيلمافينيتي (الإسبانية)
- أسطورة النمر المحارب على موقع قاعدة بيانات الأفلام السويدية (السويدية)
- أسطورة النمر المحارب على موقع قاعدة بيانات الفيلم (الإنجليزية)
- أسطورة النمر المحارب على موقع ليتربوكسد (الإنجليزية)
- أسطورة النمر المحارب على موقع كينوبويسك (الروسية)